# محمد حسن (لاعب كرة قدم بحريني)
محمد حسن (18 ديسمبر 1981) لاعب كرة قدم بحريني يلعب حاليا لصالح نادي الدرجة الأولى الأهلي البحريني في مركز حارس المرمى من 1999.

## الإنجازات
- الدرجة الأولى (1): 2010
- كأس ملك البحرين (2): 2001، 2003
- كأس الاتحاد البحريني (2): 2007، 2016